# ARPANET
ARPANET (acronim pentru Advanced Research Projects Agency Network) a fost la origini un proiect american care a fost publicat în 1967 (Lawrence Roberts). Leonard Kleinrock și Paul Baran inițiază comutarea de pachete (packet-switched network), iar în 1969 conducerea ARPA (din Ministerul Apărării, DoD) contractează cu Bolt, Beranek și Newman (BBN) dezvoltarea acestui sistem de comunicație.
Astfel ARPANET a apărut în anul 1969, fiind o rețea de calculatoare descentralizată. În proiectul inițial ARPANET asigura doar 3 servicii: telnet (Remote login), transferul de fișiere (file transfer protocol, FTP) și tipărirea la distanță (remote printing).
ARPANET s-a dovedit a fi o rețea destul de simplistă, care nu are asemănări importante cu Internetul de
astăzi. Topologia sa consta în legături între mașinile (calculatoarele) din patru instituții academice (Institutul de Cercetări Stanford, Universitatea Utah, Universitatea California din Los Angeles și Universitatea California din Santa Barbara).

## Istoric
- 1972
  - ARPANET avea deja aproximativ 40 de calculatoare gazdă (în termenii de astăzi, o rețea locală LAN mică). În acel an Ray Tomlinson, membru al firmei Bolt, Beranek and Newman, Inc., a schimbat modul de comunicare în rețea. Tomlinson a creat poșta electronică (E-mail).
  - la Conferința Internațională de la Washington, D.C. (ICCC), ARPANET este prezentat 'în public' și se fac demonstrații.
- 1973 - ARPANET propune sistemul TCP/IP.
- 1975- ARPANET era o rețea complet funcțională. Bazele fuseseră puse și era timpul ca guvernul Statelor Unite să o revendice. În acel an, controlul ARPANET a fost încredințat unei organizații denumită pe atunci United States Defense Communications Agency, care a devenit mai târziu Defense Information Systems Agency.
- 1983
  - ARPANET asigura conectarea a 500 de centre.
  - Parte militară a ARPANET se separă sub denumirea de MILNET.
- 1990 - ARPANET se desființează datorită apariției unor rețele de calculatoare mai performante.